# Смоки Лејк (Алберта)
Смоки Лејк (енгл. Smoky Lake) је малена варошица у централном делу канадске провинције Алберта, у оквиру статистичке регије Централна Алберта. Налази се на 116 км североисточно од административног центра провинције Едмонтона на раскрсници локалних путева 28 и 855. 
Према подацима пописа становништва из 2011. у варошици су живела 1.022 становника у 478 домаћинстава, што је за 1,2% више у односу на 1.010 житеља колико је регистровано приликом пописа 2006. године.

## Становништво
| 2006. | 2011. |
| ----- | ----- |
| 1.010 | 1.022 |